# Região Metropolitana de Sorocaba
A Região Metropolitana de Sorocaba (RMS) é uma unidade regional do território de São Paulo, cujo projeto de Lei Complementar foi sancionado pelo governador do Estado de São Paulo, Geraldo Alckmin (PSDB), no dia 9 de maio de 2014.
A RMS conta com 11 611,34 km². Com relação à população, a região metropolitana tem cerca de 2,1 milhões de habitantes e um PIB (Produto Interno Bruto) de R$ 77,9 bilhões. Com isso a RMS passa a ser a 15ª mais populosa do país.

## Histórico
Havia sido apresentado em 8 de outubro de 2005 o Projeto de Lei Complementar 33/2005  de iniciativa do deputado estadual Hamilton Pereira (PT) com o propósito de criação da Região Metropolitana de Sorocaba e o Conselho de Desenvolvimento da Região Metropolitana de Sorocaba. Até então, o referido projeto tramitava em regime de urgência quando o governador Geraldo Alckmin assinou em 23 de dezembro de 2013 a mensagem de um projeto de lei com o mesmo propósito. O Projeto de Lei Complementar 01/2014 foi aprovado e sancionado pelo governador.

## Características
A Região Metropolitana de Sorocaba possui 27 municípios, sendo que onze municípios estão localizados no eixo das rodovias Castelo Branco e Raposo Tavares e economias baseadas em atividades industriais.
Dentre as regiões metropolitanas, a RMS é a que possui a maior produção agrícola.[carece de fontes?]
Faz divisa com municípios da Região Metropolitana de São Paulo, como Cotia, Vargem Grande Paulista, Itapevi e Juquitiba, com a Região Metropolitana de Campinas, com municípios como Indaiatuba, com a Região Metropolitana de Piracicaba e com municípios que compõem a Região Metropolitana de Jundiaí, como Cabreúva.
Em 2013, a soma do Produto Interno Bruto dos municípios que compõem a RMS foi de R$ 67,24 bilhões, o equivalente a 3,46 % do PIB gerado no Estado.
Ocupa o 15º lugar na economia nacional, com PIB 11% menor que o da Região Metropolitana da Baixada Santista.
As principais cidades (acima de 100 mil habitantes) são Sorocaba, Itu, Itapetininga, Votorantim, Tatuí e Salto, juntas possuem uma população de 1,5 milhão, ou cerca de 65% da região.

## Municípios

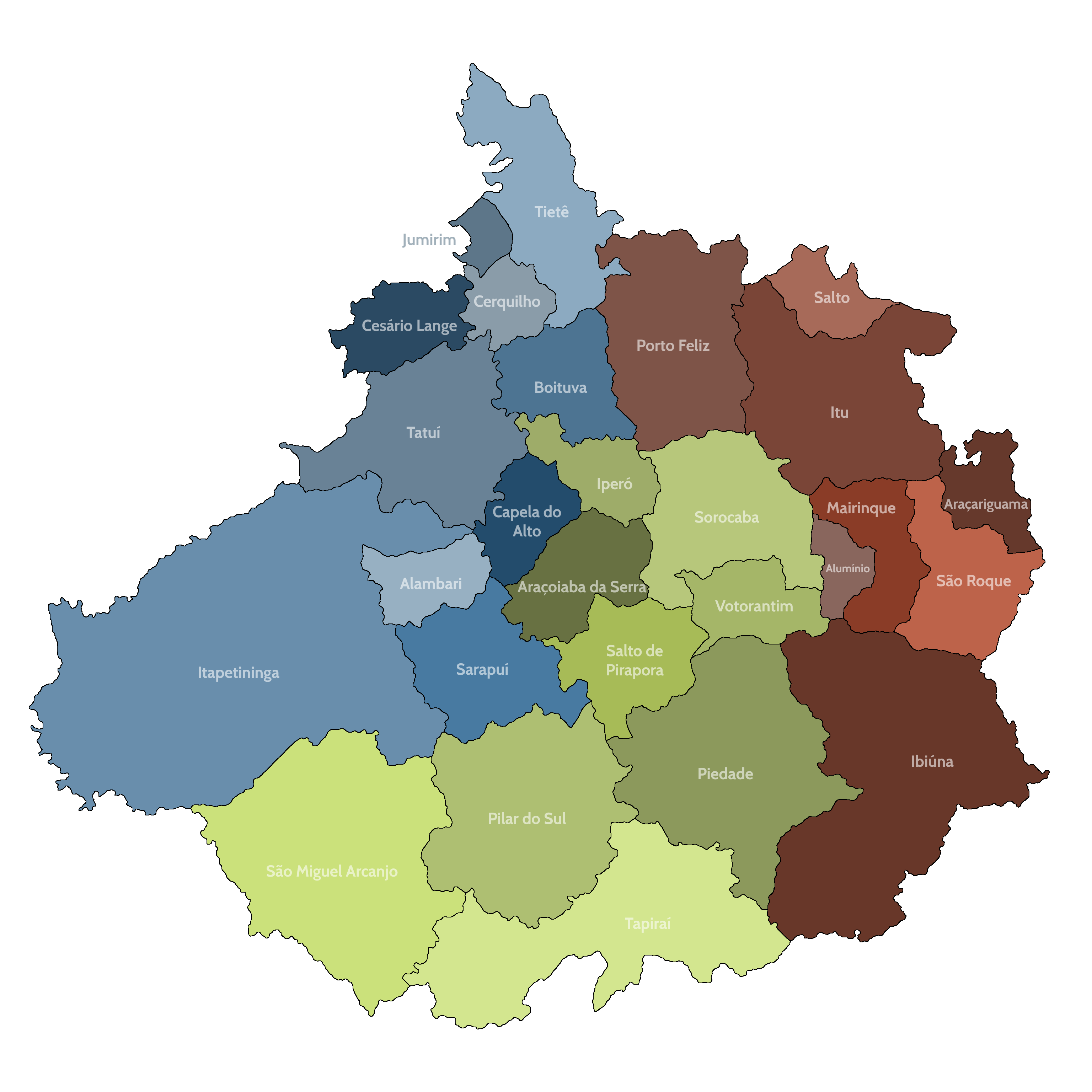
Mapa da Região Metropolitana de Sorocaba.

A Região Metropolitana de Sorocaba possui 27 municipios e 21 distritos:
| Imagem | Município          | Área territorial (km²) | População (2024) | PIB (2014)     | IDH-M (PNUD, 2010) |
| ------ | ------------------ | ---------------------- | ---------------- | -------------- | ------------------ |
|        | Alambari           | 159,60                 | 6.330            | 70.467.000     | 0,712 alto         |
|        | Alumínio           | 83,66                  | 17.591           | 1.526.672.000  | 0,766 alto         |
|        | Araçariguama       | 145,20                 | 22.168           | 1.494.020.000  | 0,704 alto         |
|        | Araçoiaba da Serra | 255,32                 | 33.656           | 315.643.000    | 0,776 alto         |
|        | Boituva            | 248,96                 | 63.415           | 2.587.854      | 0,780 alto         |
|        | Capela do Alto     | 169,89                 | 23.597           | 248.260.000    | 0,699 médio        |
|        | Cerquilho          | 127,80                 | 46.217           | 1.571.087.000  | 0,782 alto         |
|        | Cesário Lange      | 190,39                 | 19.588           | 311.108.000    | 0,706 alto         |
|        | Ibiúna             | 1.058,08               | 77.651           | 1.438.503.000  | 0,710 alto         |
|        | Iperó              | 170,28                 | 37.999           | 438.542.000    | 0,719 alto         |
|        | Itapetininga       | 1.789,35               | 163.774          | 3.124.120.000  | 0,763 alto         |
|        | Itu                | 640,71                 | 174.561          | 7.551.445.000  | 0,773 alto         |
|        | Jumirim            | 56,68                  | 3.123            | 70.427.000     | 0,741 alto         |
|        | Mairinque          | 210,14                 | 51.660           | 1.540.245.000  | 0,743 alto         |
|        | Piedade            | 746,86                 | 54.237           | 1.129.675.000  | 0,716 alto         |
|        | Pilar do Sul       | 681,12                 | 28.417           | 449.225.000    | 0,690 médio        |
|        | Porto Feliz        | 556,69                 | 58.345           | 1.429.706.000  | 0,758 alto         |
|        | Salto              | 133,05                 | 140.125          | 5.695.364.000  | 0,780 alto         |
|        | Salto de Pirapora  | 280,69                 | 45.138           | 1.383.574.000  | 0,729 alto         |
|        | São Miguel Arcanjo | 930,33                 | 32.904           | 556.845.000    | 0,710 alto         |
|        | São Roque          | 306,90                 | 81.342           | 2.272.458.000  | 0,768 alto         |
|        | Sarapuí            | 352,52                 | 10.632           | 124.870.000    | 0,707 alto         |
|        | Sorocaba           | 450,38                 | 757.459          | 32.662.452.000 | 0,798 alto         |
|        | Tapiraí            | 755,10                 | 8.122            | 144.494.000    | 0,681 médio        |
|        | Tatuí              | 523,74                 | 128.560          | 3.417.706.000  | 0,752 alto         |
|        | Tietê              | 404,39                 | 38.690           | 1.640.139.000  | 0,778 alto         |
|        | Votorantim         | 183,51                 | 132.849          | 4.708.770.000  | 0,767 alto         |
| Total  | Total              | 11.611,34              | 2.258.150        | 77.900.000.000 |                    |

### Distritos
| Municípios         | Distritos         |
| ------------------ | ----------------- |
| Capela do Alto     | Porto             |
| Cesário Lange      | Fazenda Velha     |
| Ibiúna             | Carmo Messias     |
| Ibiúna             | Paruru            |
| Iperó              | Bacaetava         |
| Itapetininga       | Conceição         |
| Itapetininga       | Gramadinho        |
| Itapetininga       | Morro do Alto     |
| Itapetininga       | Rechan            |
| Itapetininga       | Tupy              |
| Itapetininga       | Varginha          |
| Itu                | Pirapitingui      |
| São Miguel Arcanjo | Gramadão          |
| São Roque          | Canguera          |
| São Roque          | Mailasqui         |
| São Roque          | São João Novo     |
| Sarapuí            | Cocaes            |
| Sorocaba           | Brigadeiro Tobias |
| Sorocaba           | Cajuru do Sul     |
| Sorocaba           | Éden              |
| Tapiraí            | Rio Turvo         |